# Sulcatone reduttasi
La sulcatone reduttasi è un enzima appartenente alla classe delle ossidoreduttasi, che catalizza la seguente reazione:
sulcatolo + NAD+ ⇄ sulcatone + NADH + H+
Studi sugli effetti della stereochimica della riduzione del sulcatone sulla crescita e il rifornimento di nutrienti in Clostridia pesteurianum, C. tyrobutyricum e Lactobacillus brevis suggeriscono la presenza di due differenti sulcatone reduttasi con differenti stereospecificità.